# 豌豆採摘者
豌豆採摘者，是美國大蕭條時期貧困移民工人的貶義。這些人是沒有技能、受教育程度低的工人，只能從事卑微的工作，如收割莊稼，因此，在惡劣的條件下長時間工作，工資很低。豌豆採摘者的臨時社區被稱為豌豆採摘者營地，僱用他們的農場是豌豆採摘農場。

## 塵埃移民
在大蕭條期間，美國政府未經正當程序，驅逐了1萬至2萬美國公民和墨西哥裔合法居民。這次被稱為墨西哥遣返的大規模驅逐發生在1929年至1939 年，並且由於當時席捲美國的驚人高失業率的恐慌而獲得力量。沙塵暴在1930年代摧毀北美大平原。這引發了尋找工作、食物和住所的男人、女人和兒童移民到加州，希望找到機會和更好的生活。但大多數向西遷移的移民不是農民，他們要麼住在城鎮或城市，要麼做某種藍領工作。他們向西行駛，沒有意識到惡劣的生活條件和季節性工作，這在很大程度上取決於天氣。
受大蕭條和沙塵暴影響的中西部人收拾好家人，重新安置，希望找到實現美國夢的機會，因為他們意識到乾旱和沙塵暴不會很快結束。有些人賣掉了他們不能帶的東西，開始沿著66號美國國道向西行駛。豌豆採摘者一詞被用來在負面的背景下描述這些特定的移民工人群體。在沙塵暴遷徙和墨西哥遣返之前採摘這些豌豆的工人大多是墨西哥人、菲律賓人和單身白人男性。這個來自沙塵暴的非熟練移民家庭的新勞動力現在取代了他們的位置，並幫助創造了豌豆採摘者這個詞。